# Camponotus oculatior
Camponotus oculatior är en myrart som beskrevs av Santschi 1935. Camponotus oculatior ingår i släktet hästmyror, och familjen myror. Inga underarter finns listade.